# Cul-de-Sac (Terre du Milieu)
Pour les articles homonymes, voir Cul-de-Sac.
Cul-de-Sac (Bag End en anglais) est la demeure de Bilbon et Frodon Sacquet dans les romans de J. R. R. Tolkien Le Hobbit et Le Seigneur des anneaux. Elle se trouve sur la colline au nord de Hobbiteville.

## Histoire
Édifiée par le père de Bilbon, Bungon, il s'agit d'une demeure luxueuse. Elle revient à Bilbon après la mort de son père, et celui-ci invite son jeune cousin et héritier Frodon à y demeurer. Après le départ de Bilbon, Frodon hérite de Cul-de-Sac, qu'il doit revendre lorsque Gandalf l'intime à fuir la Comté au plus tôt avec l'Anneau unique. Il achète alors une petite maison au Pays de Bouc et vend Cul-de-Sac aux Sacquet de Besace. Après le nettoyage de la Comté et la mort de Lothon Sacquet de Besace, Frodon reprend son trou de hobbit et fait de Sam Gamegie, l'ancien jardinier de la demeure, son héritier. Lorsque Frodon quitte la Terre du Milieu, Sam devient le seul occupant du smial, avec sa nombreuse famille.

## Noms
Le nom de la demeure en occidentalien, la Langue Commune, est Labin-nec, de labin « sac », le nom entretenant les mêmes relations avec le nom de famille westron de Bilbo, Labingi, qu'entre Bag End et Baggins. Ces liens ont été conservés à la traduction.

## Analyse
Douglas A. Anderson suggère une filiation avec les trous de Crapaud et Blaireau dans Le Vent dans les saules de Kenneth Grahame (1908), une œuvre pour enfants connue et appréciée de Tolkien.

## Adaptations
J. R. R. Tolkien a réalisé lui-même des dessins de Cul-de-Sac. D'autres illustrateurs s'y sont intéressés, comme John Howe, Alan Lee, Jef Murray ou Ted Nasmith.
Cul-de-Sac apparaît dans les adaptations cinématographiques des livres Le Hobbit  et Le Seigneur des anneaux.
Cul-de-Sac est un lieu de départ pour plusieurs jeux vidéo inspirés de la Terre du Milieu, comme Bilbo le Hobbit (2003), ou Le Seigneur des anneaux : La Communauté de l'anneau (2002). Il est aussi présent dans Le Seigneur des Anneaux Online.